# Strizirep
 Strizirep  je naselje (selo) koje se nalazi desetak kilometara od grada Trilja.

## Zemljopisni položaj
Naselje Strizirep se nalazi u blizini naselja Vrpolje u Triljskom kraju. U selo se cestovnim putem može doći iz smjera naselja Vrpolje, Budimir i Vrandolca.  

## Stanovništvo
Naselje Strizirep bilježi drastičan demografski pad, a razlog tome je nedostatak osnovnih civilizacijskih dostignuća (prometnice, blizina zdravstvenih i školskih ustanova, poslova i tako dalje).
| broj stanovnika | 273   | 298   | 282   | 328   | 367   | 421   | 433   | 467   | 488   | 492   | 430   | 388   | 386   | 220   | 99    | 31    | 33    |
|                 | 1857. | 1869. | 1880. | 1890. | 1900. | 1910. | 1921. | 1931. | 1948. | 1953. | 1961. | 1971. | 1981. | 1991. | 2001. | 2011. | 2021. |

## Zanimljivosti
Naselje Strizirep se prije nazivalo Strižirep, ali se tijekom vremena radi lakšeg izgovora uvriježio naziv Strizirep.